# Gorenje, Postojna
Gorenje este o localitate din comuna Postojna, Slovenia, cu o populație de 108 locuitori.